# ダイロン・アスプリージャ
ダイロン・アスプリージャ（Dairon Asprilla、1992年5月25日 - ）は、コロンビア出身のサッカー選手。ポートランド・ティンバーズ所属。ポジションはFW。

## クラブ経歴
アトレティコ・ナシオナルのユースではエドウィン・カルドナらとともにプレーした。
アリアンサ・ペトロラでは主力としてゴールを量産し、その活躍から海外のいくつかのクラブの注目を集めた。
2014年12月8日、メジャーリーグサッカーのポートランド・ティンバーズに移籍。2シーズンで45試合4ゴールを記録した。
2016年6月30日、コロンビアのミジョナリオスFCにレンタル移籍。7月9日、インデペンディエンテ・サンタフェとの首都ダービーで、40分にこの試合唯一のゴールを決めた。2017年1月20日、フロリダ・カップの試合に出場した後、クラブとの契約を解除した。
2017年1月、ポートランド・ティンバーズに復帰。3月25日のコロンバス・クルー戦で復帰後初ゴール。結果は3-2の敗戦だった。
2018年11月8日、MLSカップ準決勝のシアトル・サウンダーズFC戦で93分にPKからゴールを決め、続くPK戦でも最終キッカーとしてPKを決めてウェスタン・カンファレンス決勝進出に貢献した。

## タイトル

### クラブ
アトレティコ・ナシオナル
- カテゴリア・プリメーラA: 2011 アペルトゥーラ

アリアンサ・ペトロレラ
- カテゴリア・プリメーラB: 2012

ポートランド・ティンバーズ
- MLSカップ: 2015[3]
- ウェスタン・カンファレンス (プレーオフ): 2015[4]
- ウェスタン・カンファレンス (レギュラーシーズン): 2017